# Norská královská rodina

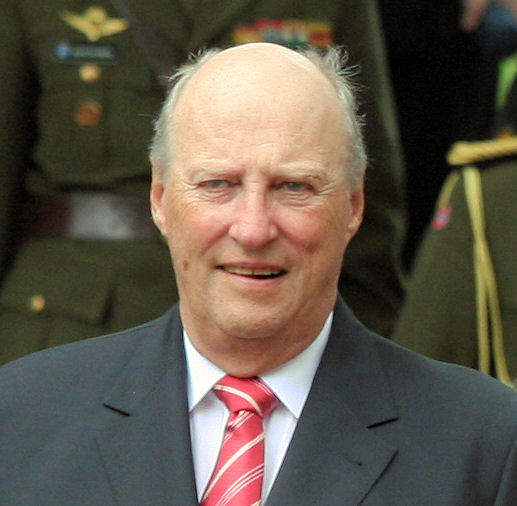
Král Harald V.

Norská královská rodina (norsky det Norske kungehuset) vznikla roku 1905, kdy Norsko získalo nezávislost, a Haakon VII. se stal norským králem. 
Současná rodina patří k rodu Glücksburků a nastoupili na trůn po zvolení prince Karla (jméno při vládnutí Haakon VII.) během rozpuštění švédsko-norského svazu v roce 1905.  Za nacistické okupace Norska v letech 1940–1945 žila norská královská rodina v exilu ve Spojeném království. Haakon VII. zemřel roku 1957 a na jeho místo nastoupil jeho syn Olav V. Ten byl po své smrti 1991 vystřídán Haraldem V., jenž je současným králem Norska.
V Norsku se rozlišuje mezi královským domem (kongehuset) a královskou rodinou (kongelige familie). Královský dům zahrnuje pouze panovníka a jeho manželku nebo manžela, následníka trůnu a jejich manžela nebo manželku a nejstarší dítě následníka trůnu. Královská rodina zahrnuje všechny panovníkovy děti a jejich manžele nebo manželky, vnuky a vnučky a sourozence. Současná královská rodina a královský dům si udržuje mezi Nory velmi kladné hodnocení.

## Historie

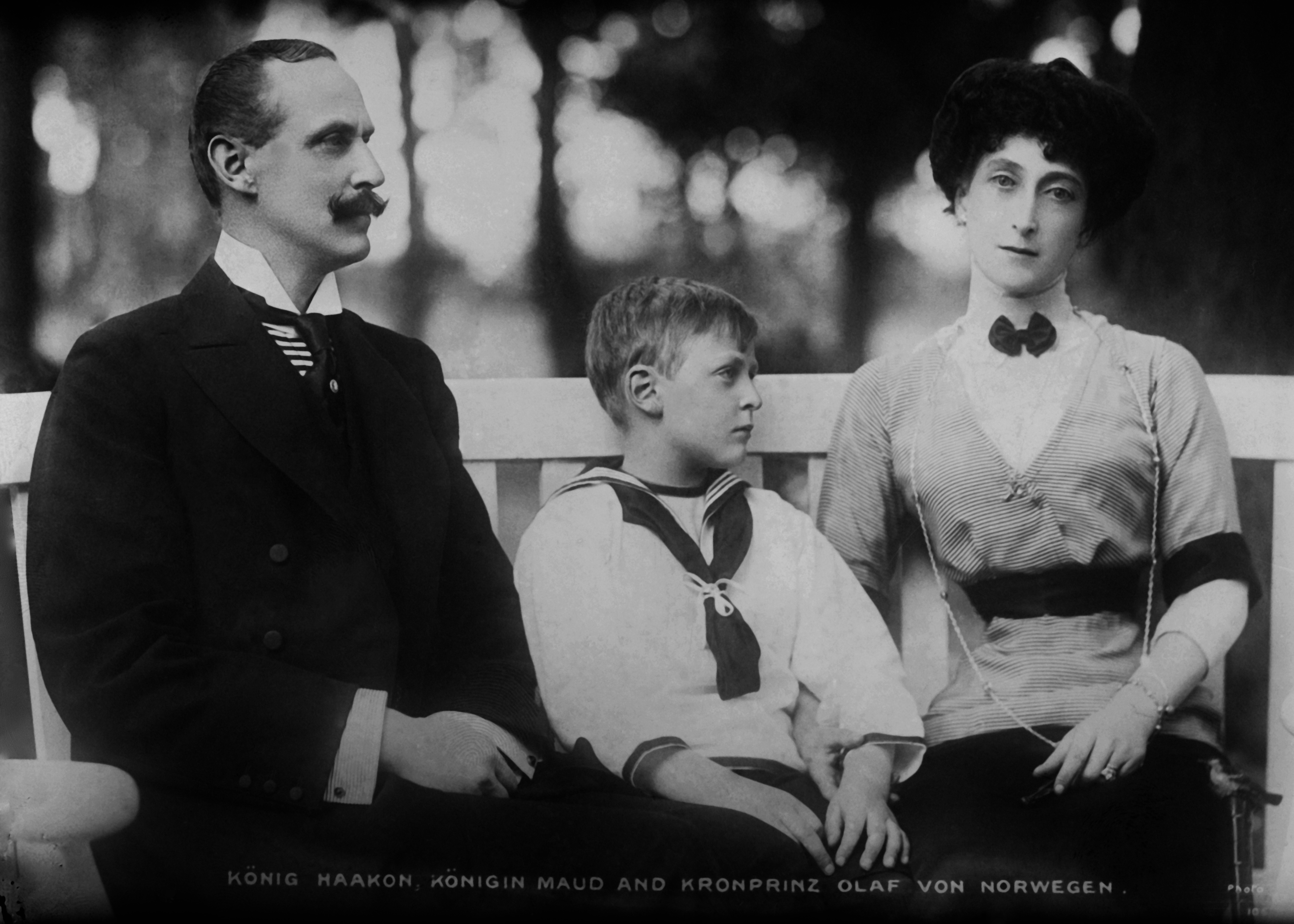
Norská královská rodina - král Haakon VII., královna Maud a korunní princ Olaf v roce 1913

Norská monarchie a její královská rodina sleduje svojí historii a původ až k sjednocení a založení Norska. Se zavedením norského dědického práva v roce 1163 našeho letopočtu právní rámec stanovil, že pouze jeden monarcha a jedna královská rodina mohou prostřednictvím dědění koruny vládnout.
Norsko, Švédsko a Dánsko měly během Kalmarské unie v pozdním středověku společné monarchy. Norsko zůstalo sjednocené s Dánskem poté, co Švédsko v roce 1523 unii opustilo. V návaznosti na reformaci byl vytvořen společný dánsko-norský stát, který trval v letech 1536 - 1537. Vládl mu z Kodaně rod Oldenburgů, dokud Norsko nebylo postoupeno Švédsku na základě Kielské smlouvy v roce 1814 po porážce Dánska a Norska v napoleonských válkách. Norsko bylo krátce nezávislé se svým vlastním králem v roce 1814, ale pod vládou rodu Bernadotte bylo nuceno vstoupit do nové unie se Švédskem.
Po získání nezávislosti v roce 1905 se Norsko v referendu rozhodlo zůstat jako monarchie, přičemž jeho prvním panovníkem byl dánský král Haakon VII., jehož rodinu tvořila britská princezna Maud a jejich syn Olaf. Právě potomci krále Haakona dnes tvoří současnou norskou královskou rodinu.

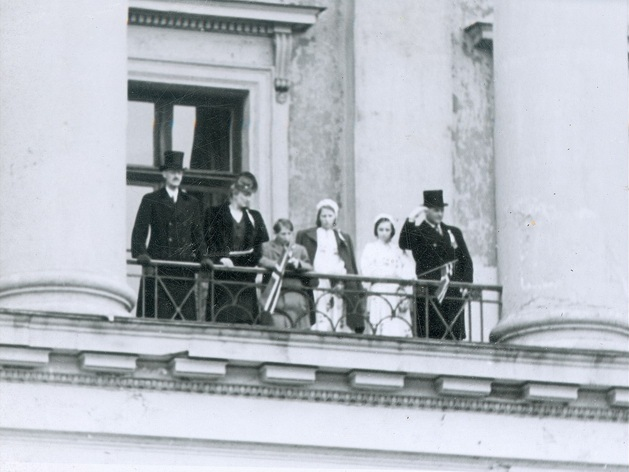
Královská rodina s králem Haakonem VII., korunní princeznou Martou, korunním princem Olafem, princeznou Astrid, princeznou Ragnhild a princem Haraldem na balkoně královského paláce v roce 1946

Prostřednictvím manželství a historických spojenectví je norská královská rodina úzce spjata se švédskou a dánskou královskou rodinou a je vzdáleněji spřízněna s královskými rodinami z Řecka a Spojeného království.
Současný král Harald V. je spřízněn se všemi čtyřmi králi patřícími do rodu Bernadotte (1818-1905), kteří předcházeli rodu Glücksburgů na trůnu, a je prvním norským panovníkem, který je od roku 1818 potomkem všech předchozích norských panovníků.

## Norští panovníci (od roku 1905)
- 1905–1957: král Haakon VII. s manželkou královnou Maud
- 1957–1991: král Olav V. s manželkou korunní princeznou Märthou
- 1991–současnost král Harald V. ženatý s královnou Sonjou

## Členové
Členy královského rodu jsou:
- Král Harald V. (panovník)
Královna Sonja (choť)
  - Korunní princ Haakon (králův syn a dědic)
Korunní princezna Mette-Marit (králova snacha)
    - Princezna Ingrid Alexandra Norská (králova vnučka)

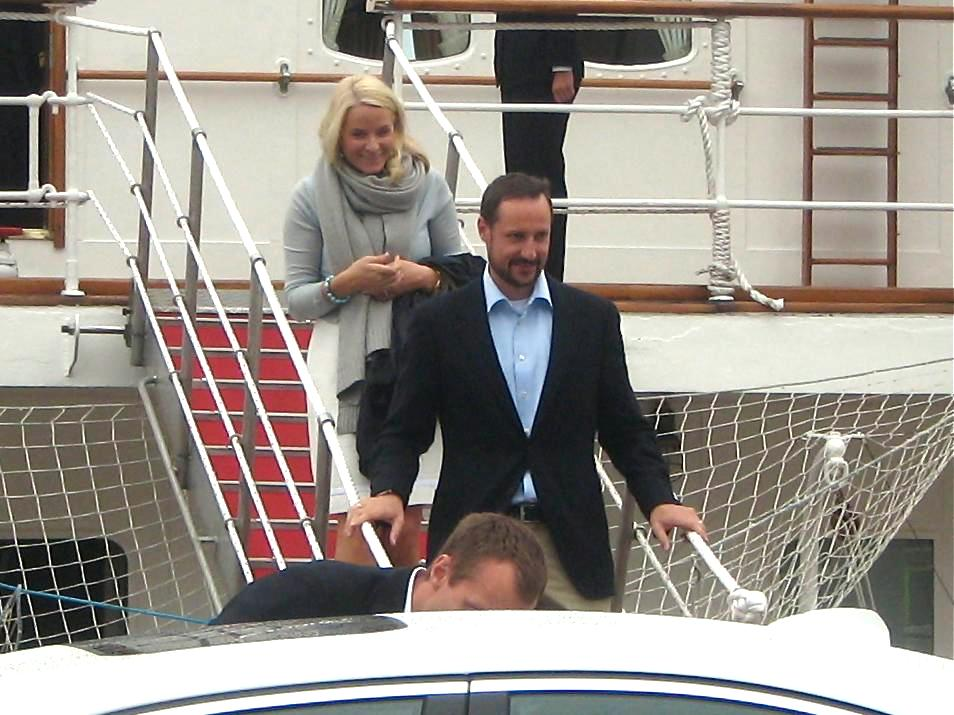
Norský korunní pár

Členové královské rodiny (lidé, kteří jsou v královské pokrevní linii nebo kteří se stali členy rodiny sňatkem, ale nejsou v královském rodě), jsou:
- Princ Sverre Magnus Norský (králův vnuk)
- Princezna Marta Louisa Norská (králova dcera)
Durek Verrett (králův zeť)
  - Maud Angelica Behnová (králova vnučka)
  - Leah Isadora Behnová (králova vnučka)
  - Emma Tallulah Behnová (králova vnučka)
- Princezna Astrid, paní Fernerová (králova sestra)

Zesnulí členové královské rodiny jsou:
- Královna Maud (králova babička; zemřela v roce 1938)
- Korunní princezna Marta (králova matka; zemřela v roce 1954)
- Král Haakon VII. (králův dědeček; zemřel v roce 1957)
- Král Olaf V. (králův otec; zemřel v roce 1991)
- Princezna Ragnhild, paní Lorentzenová (králova sestra; zemřela v roce 2012)
- Johan Ferner (králův švagr; zemřel v roce 2015)
- Ari Behn (králův bývalý zeť; zemřel v roce 2019)
- Erling Lorentzen (králův švagr; zemřel v roce 2021)

## Královská rodina dnes

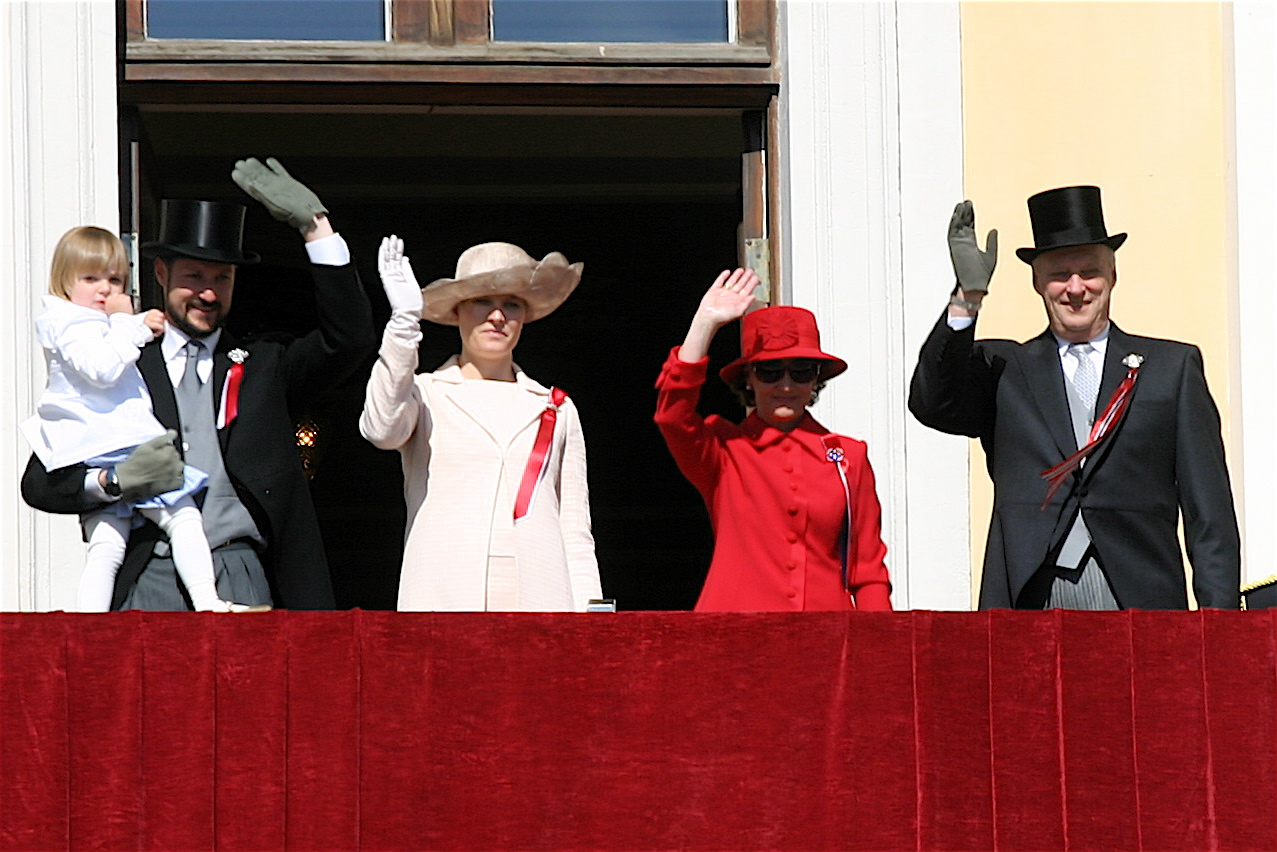
Členové královského domu na oslavách Dne ústavy roku 2007 s princeznou Ingrid Alexandrou, korunním princem Haakonem, korunní princeznou Mette-Marit, královnou Sonjou a králem Haraldem V.

Od roku 1991 je Harald V. králem. Narodil se 21. ledna 1937, jako syn krále Olava V. a korunní princezny Märthy. Harald V. se stal králem norským roku 1991, kdy mu bylo 54 let. Jeho žena, královna Sonja, se narodila 14. července 1937. Jejich sňatek, kdy si Harald ještě jako korunní princ, vzal Sonju 29. srpna 1968 v katedrále v Oslu.
Královskému páru se narodil syn, korunní princ Haakon Magnus, 20. července 1973. který je současným následníkem trůnu po svém otci. Ten se oženil s korunní princeznou Mette-Marit, narozenou 19. srpna 1973. Svatba se konala v Oslo v katedrále 25. srpna 2001.
Jejich děti jsou princezna Ingrid Alexandra (nar. 21. ledna 2004, druhá v pořadí následnictví trůnu po svém otci), princ Sverre Magnus (nar. 3. prosince 2005, třetí v následnictví trůnu). Mette-Marit má ještě syna z předchozího vztahu s Mortenem Borgem jménem Marius Borg Høiby (nar. 13. ledna 1997), který je tak nejstarším dítětem ze členů v královské rodiny.
Haakon má starší sestru, princeznu Martu Louise (22. září 1971), která je čtvrtou osobou v pořadí následnictví. Ta se vdala za Ari Mikaela Behna, (30. září 1972) 24. května 2002 v katedrále v Nidaros. Mají tři děti: Maud Angelica Behn (29. dubna 2003), Leah Isadora Behn (8. dubna 2005) a Emma Tallulah Behn (29. září 2008).

## Královský znak
Státní znak Norska je jedním z nejstarších v Evropě a slouží jako státní znak národa i královského domu. Sloužil jako erb norských králů během středověku.
Haakon IV. Norský (1217–1263) používal štít se lvem. Nejstarší dochovanou zmínkou o barvě erbu je Královská sága zapsaná v roce 1220.
V roce 1280 přidal král Erik Magnusson lvu korunu a stříbrnou sekeru. Sekera představuje mučednickou sekeru svatého Olafa, zbraň použitou k jeho zabití v bitvě u Stiklestadu v roce 1030.
Specifické ztvárnění norských zbraní se v průběhu let měnilo v návaznosti na změnu módy v heraldice. V pozdním středověku se rukojeť sekery postupně prodlužovala a připomínala halapartnu. Rukojeť byla obvykle zakřivená, aby odpovídala tvaru štítu preferovaného v té době, a také aby odpovídala tvaru mincí. Halapartna byla oficiálně vyřazena a královským výnosem v roce 1844 byla znovu zavedena kratší sekera. V roce 1905 byl oficiální návrh královského a vládního erbu opět změněn, tentokrát se vrátil ke středověkému vzoru, s trojúhelníkovým štítem a vzpřímenějším lvem.
Erb královského domu i královská standarta používají design lva z roku 1905. Nejstarší dochované vyobrazení královské standardy je na pečeti vévodkyně Ingebjørgové z roku 1318. Interpretace erbu použitého jako oficiální erb Norska se mírně liší a byla naposledy schválena králem 20. května 1992.
Když je štít používán jako královský erb, má kolem sebe insignie královského norského řádu sv. Olafa a je orámován královským hermelínovým rouchem, převyšujícím norskou korunou.
Královský znak se nepoužívá často. Místo toho se hojně používá královský monogram, například ve vojenských insigniích a na mincích.